# کوه زم-زم
کوه زم-زم (به فرانسوی: Jebel Zem-Zem) یک کوه در مراکش است که در مراکش واقع شده است. کوه زم-زم ۴۳۵ متر بالاتر از سطح دریا واقع شده است.